# Im Soo-jeong
Im Soo-jeong ou parfois Im Soo-jung ou Lim Soo-jung (coréen : 임수정) est une actrice sud-coréenne, née le 11 juillet 1979 à Séoul.

## Biographie

### Enfance
Im Soo-jeong est née à Séoul.

### Carrière
En 1998, Im Soo-jeong fait ses débuts de modèle de couverture pour des magazines pour adolescents. En 2001, Im Soo-jeong entame sa carrière d'actrice dans le série télévisée dramatique School 4.
En 2003, elle se révèle en plein écran du film d'horreur Deux sœurs de Kim Jee-woon pour lequel elle remporte le prix de la meilleure nouvelle actrice lors des Chung-ryong Film Awards et des Korean Film Awards,.
En février 2017, elle est engagée dans la série télévisée fantastique Chicago Typewriter aux côtés de Yoo Ah-in. Ceci marque son grand retour à la télévision depuis 2004. La même année, elle est nommée ambassadrice culturelle de la création du futur pout échange mutuel entre Angleterre et Corée du Sud.

## Filmographie

### Longs métrages
- 2002 : The Romantic President de Jeon Man-bae : Han Yeong-hee
- 2003 : Deux Sœurs de Kim Jee-woon : Bae Soo-mi
- 2003 : …ing de Lee Eon-hee : Min-ah
- 2005 : Sad Movie de Kwon Jong-gwan : Ahn Soo-jeong
- 2006 : Gakseoltang de Lee Hwan-gyeong : Si-eun
- 2006 : Je suis un cyborg de Park Chan-wook : Cha Yeong-goon
- 2007 : Haengbok de Hur Jin-ho : Eun-hee
- 2009 : Woochi, le magicien des temps modernes de Choi Dong-hoon : Seo In-kyeong
- 2010 : Finding Mr. Destiny de Chang You-jeong : Seo Ji-woo
- 2011 : Come Rain Come Shine de Lee Yoon-ki : Yeong-sin
- 2012 : All About My Wife de Min Gyoo-dong : Yeon Jeong-in
- 2015 : Perfect Proposal de Yoon Jae-goo : Ji-Yeon
- 2016 : Time Renegades de Kwak Jae-yong : Yoon-jeong / So-eun
- 2017 : The Table de Kim Jong-kwan : Hye-kyeong (apparence expectionnelle)
- 2018 : Mothers de Lee Dong-eun : Hyo-jin
- 2020 : Our Cat de Lee Hee-seop : la narratrice (documentaire, voix-off)
- 2023 : Ça tourne à Séoul ! de Kim Jee-woon : Lee Min-mi

### Séries télévisées
- 2001-2002 : School 4 : Oh Hye-ra
- 2004 : Sorry, I Love You : Song Eun-chae
- 2017 : Chicago Typewriter : Jeon Seol / Ryoo Soo-hyeon
- 2019 : Search: WWW : Bae Ta-mi

## Distinctions
- Blue Dragon Film Awards 2003 : Meilleur espoir féminin pour Deux Sœurs
- MBC Film Awards 2003 : Meilleur espoir féminin pour Deux Sœurs
- Fantasporto 2004 : Meilleure actrice pour Deux Sœurs
- Blue Dragon Film Awards 2012 : Meilleure actrice pour All About My Wife